# Chennaiyin Football Club
El Chennaiyin Football Club (en tamil: சென்னையின் எப் சி) es un club de fútbol indio, ubicado en la ciudad de Chennai en el estado sur de Tamil Nadu. El club fue fundado en el 28 de agosto de 2014. Actualmente juega en la Superliga de India.

## Jugadores
Por otro lado, en Bilohirsk (República Autónoma de Crimea) se ubica el pueblo de Siniokàmianka, con 377 habitantes.